# Acacal·lis (filla de Minos)
|  | Per a altres significats, vegeu «Acacallis (desambiguació)». |

Acacal·lis (en grec antic Ἀκακαλλίς), va ser, segons la mitologia grega, una princesa de Creta, filla de Minos i de Pasífae.
Estimada per Apol·lo i per Hermes, del primer va concebre Amfítemis, (dit també Garamant), Naxos (que va donar nom a l'illa anomenada Naxos) i Milet, epònim de la ciutat de Milet. Amb Hermes va tenir Cidó. Embarassada d'Amfítemis, el rei Minos, irritat amb ella, la desterrà lluny de Creta i l'envià a Líbia, on el seu fill, amb el nom de Garamant, va donar lloc al poble nòmada dels Garamants. Quan anava a donar a llum el seu tercer fill, Milet, Acacal·lis, tement la còlera del seu pare, va fugir del palau i es va amagar als boscos. Allà va néixer el petit Milet. Com que no el podia criar, la noia abandonà el nen sota d'un arbre, però, per ordre d'Apol·lo, les llobes del bosc el van alletar fins que uns pastors el van trobar, i el van criar.
En grec, Acacal·lis designa també el tamariu, l'arbre preferit d'Apol·lo.